# Burnden Park
Burnden Park était le stade de football de Bolton Wanderers Football Club avant que le club ne construise un nouveau stade en 1997, le Reebok Stadium car cette ancienne enceinte était devenue trop délabrée.

## Histoire
Burnden Park comptait 28 723 places et fut inauguré le 17 août 1895 par une réunion d'athlétisme. Côté football, le premier match fut une rencontre amicale Bolton Wanderers-Preston North End FC disputée le 11 septembre 1895.
Le record d'affluence est de 69 912 spectateurs le 18 février 1933 pour un match de FA Challenge Cup Bolton Wanderers-Manchester City.
Le 9 mars 1946, il fut le lieu d'un mouvement de foule meurtrier, connu en anglais sous le nom de Burnden Park disaster (en), qui causa la mort de 33 personnes. 
Le terrain fut équipé d'un système d'éclairage pour les matchs en nocturne en octobre 1957.